# 不列顛尼亞第一步兵隊 (羅馬輔助軍團)
拉丁語： ("不列顛尼亞第一步兵隊")是一支混合步兵和騎兵的羅馬輔助部隊。組成該大隊的輔助兵是在不列颠尼亞行省時招募當地的凱爾特布立吞人因而得名，這支部隊在羅馬軍人退伍狀和碑文中被記錄。
在公元80至164年的輔助兵退伍狀上列明該部隊駐地在潘諾尼亞、上默西亞和達契亞行省 (按駐紮時間順序)。 作為潘諾尼亞行省駐軍的證據出現於公元80年、84至85年的退伍狀的碑文記錄中。基於日期為103至106年的記錄，該部隊在達契亞戰爭期間被移駐到上默西亞行省。109年的碑文記錄了在戰爭結束後駐紮在達契亞行省，作為該省的駐軍的一部分。110至164 年的記錄顯示該部隊或從119年起在上達契亞( Dacia Superior )和從123年起在達契亞波羅利森西斯(Dacia Porolissensis )。最後記錄不列顛尼亞第一步兵隊為211至217年( AE 1929, 1 )的羅馬軍人退伍狀中。該部隊可能一直駐紮在達契亞，直到該省於275年左右被羅馬皇帝奧勒良放棄。